# Empire d'Oyo
Ne doit pas être confondu avec État d'Oyo.

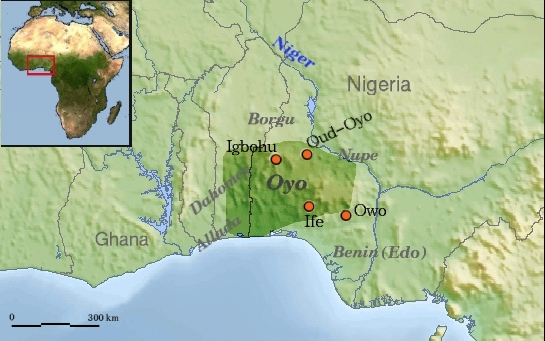
Localisation.

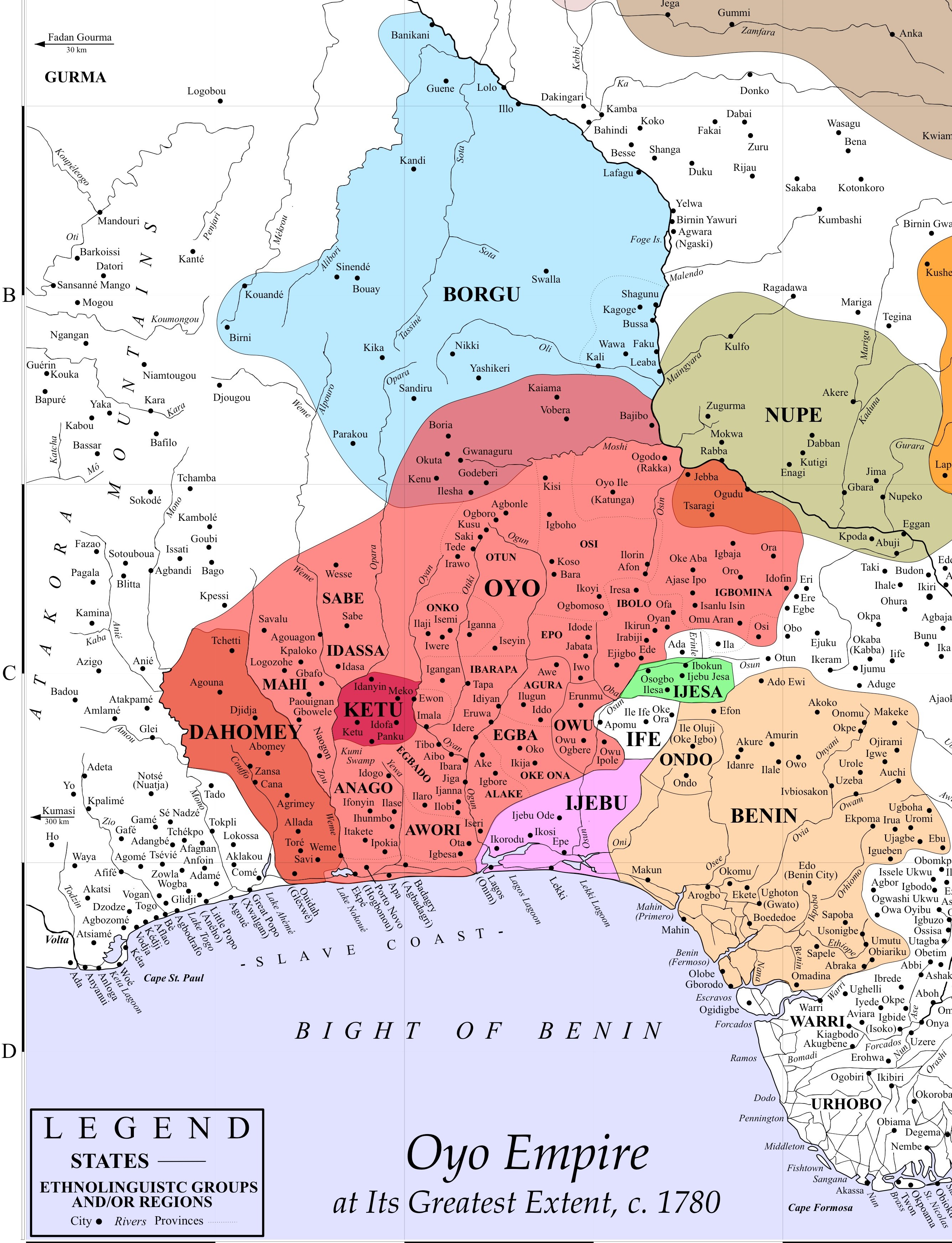
L'Empire d'Oyo à l'apogée de son étendue, vers 1780.

L'empire d'Oyo (ou royaume d'Oyo) est un empire ouest-africain établi par le peuple yoruba au XIVe siècle. Ce royaume était limité à l'ouest par le royaume de dahomey , au nord par le peuple noupé et à l'est par le fleuve Niger. Cet empire s'étendait donc du sud du Bénin actuel jusqu’à la partie sud-ouest du Nigeria actuel, atteignant à son apogée une partie de l'actuel Togo. Il représente le plus grand territoire yorubaphone ayant jamais existé.

## Histoire

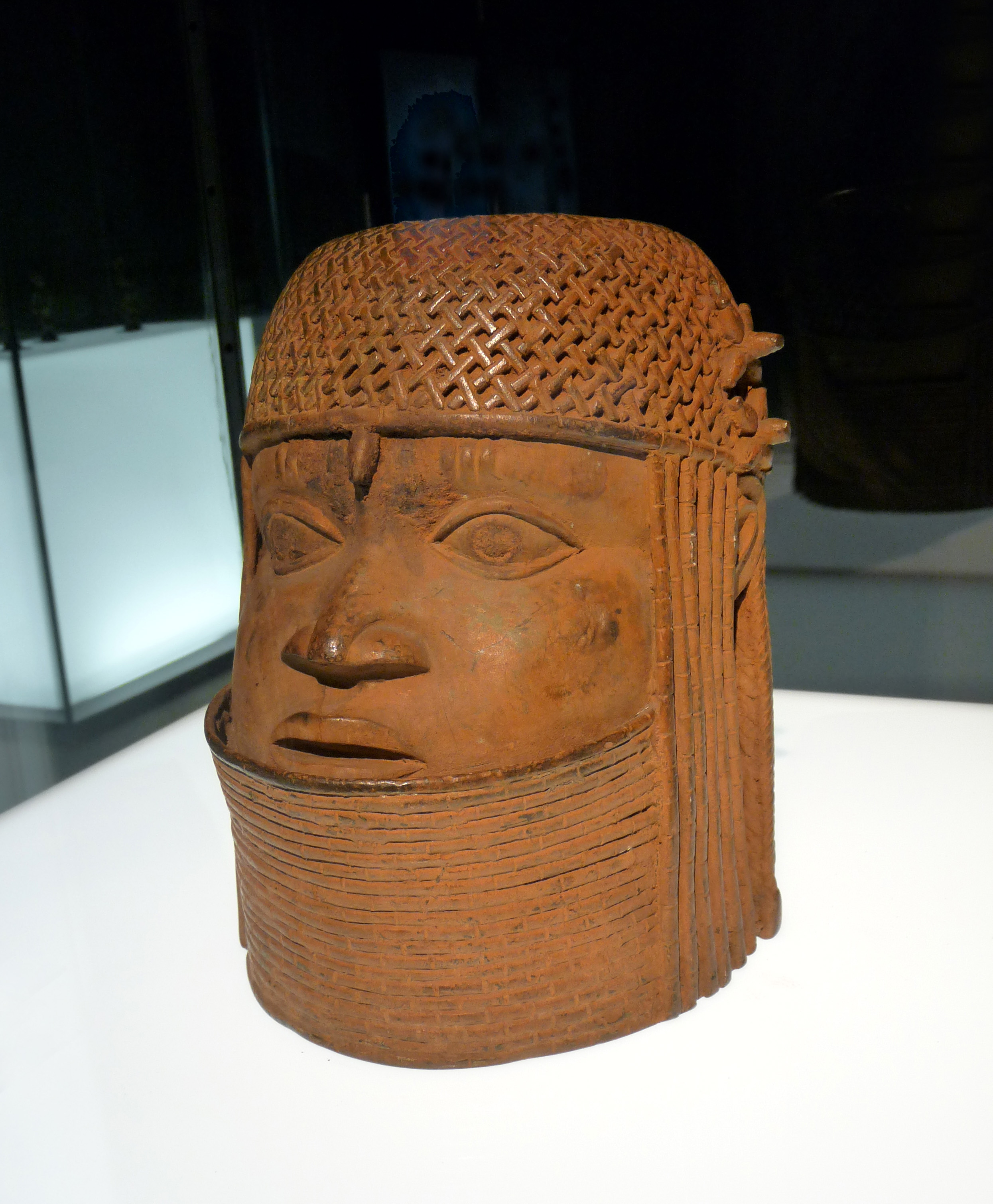
Effigie commémorative (laiton) d'un roi d'Oyo ; royaume du Bénin. XVIIIe siècle. (Musée ethnologique de Berlin).

Selon la tradition yoruba, Oyo a été fondée par Oranyan, un fils d'Oduduwa, la divinité qui a établi l'État yoruba originel d'Ife des siècles plus tôt. On dit qu'Oranmiyan fut le premier alaafin, ou souverain, du royaume, qui était centré dans la ville d'Ancien Oyo, à moins de 160 kilomètres à l'ouest d'Ife, dans ce qui est aujourd'hui le sud-ouest du Nigeria. Ilé-Ifè est considérée comme la cité d'origine de tous les Yorubas[réf. nécessaire]. Ici, la religion yoruba est pratiquée comme dans tous les États yorubas.
Le système politique du royaume d’Oyo était en effet assez complexe. Le royaume était composé d’un pouvoir central concentré entre les mains de l’alaafin (détenteur du pouvoir). L’alaafin était lui-même encadré par un conseil composé d’un groupe de chefs appelés les Oyo Mesi, qui avaient le pouvoir de le condamner à mort par le biais du suicide en cas de manquement à ses devoirs.
De plus, les Oyo Mesi étaient eux aussi soumis à un contrôle. Ce contrôle était exercé par un groupe de dirigeants religieux et politiques connu sous le nom d'Ogboni, qui examinait les décisions du groupe, y compris la nomination de l’alaafin. Les obas, ou princes, choisis pour gouverner au niveau local jouissaient d'une certaine autonomie tant qu'ils respectaient leurs obligations envers le pouvoir central.
À Oyo la divinité Ogu était vénérée. Le roi portait le titre d’alaafin (détenteur du palais). Le royaume était divisé en provinces toutes dirigées par un Oba (roi), qui remettait l'impôt et les taxes au roi. Les Oba, avaient à leurs ordres un conseil, constitué de chefs de guerre, chefs spirituels, chefs des différents villages de la province, qui assuraient ensemble la gestion du territoire. L'Oba, était choisi par le conseil[réf. nécessaire].

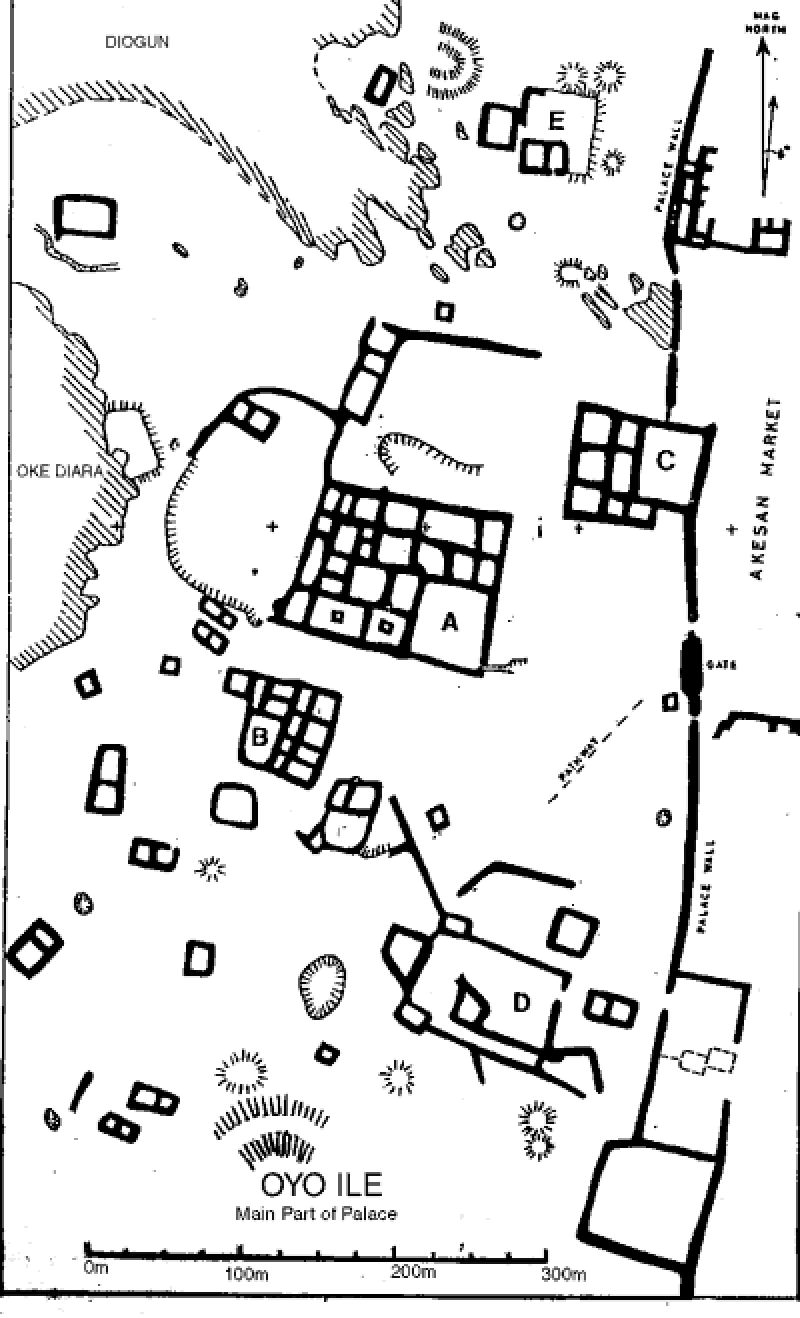
Plan de l'ensemble palatial de l'ancienne ville d'Oyo.

La capitale du royaume était la ville d'Oyo. Le grand rival de l'État était le royaume de Dahomey, dans l'actuel Bénin, que les Yorubas réussirent à dominer pendant un siècle. 
Militairement, le royaume d'Oyo se démarquait des autres États de la région par le fait qu'il disposait d'une cavalerie, peut-être dès le seizième siècle. C'était un atout militaire considérable, mais aussi une lourde charge financière : les trypanosomiases colportées par la mouche tsé-tsé conduisaient à une mortalité telle des chevaux qu'un élevage auto-suffisant était impossible, le pays devait donc constamment importer des bêtes. Sa puissance militaire lui permit de se développer jusqu'au littoral, pour contrôler la chaîne du commerce d'esclaves et jusqu'au royaume de Porto-Novo, dont il fit son principal port exportateur d'esclaves. Le royaume connut son apogée entre le XVIIe siècle et le XVIIIe siècle.

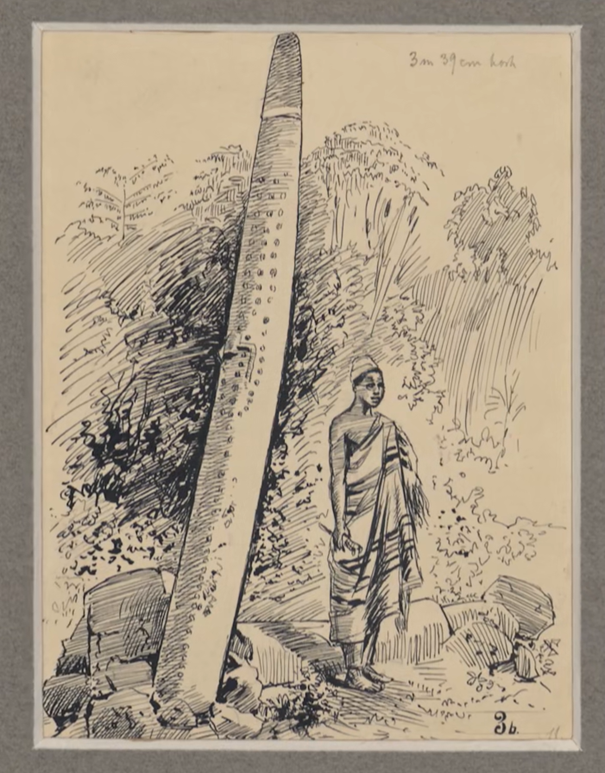
Croquis représentant l'obélisque d'Oranyan dans la ville d'Ile-Ife.

Les Yorubas furent très touchés par la traite négrière. Les côtes du Nigeria devinrent, au XVIIIe siècle, le lieu d'une intense activité de traite alimentant le commerce triangulaire mis en place par les puissances occidentales (qui le dénonceront et l'aboliront) sur la traite ancienne très prospère qui existait depuis longtemps (la tradition des caravanes d'esclaves noirs vers le Moyen-orient menées par les marchands musulmans étant connue bien avant l'arrivée des Européens) et s'appuyait sur les chefferies locales. Celles-ci procédaient par razzias dans les villages des régions intérieures proches des comptoirs commerciaux de la côte.
Au début du XIXe siècle, l’empire yoruba d’Oyo dominait nombre d’États yorubas et le Dahomey, son vassal de 1748 aux années 1820. Le cœur de l'empire était situé entre les fleuves Ogun et Osun. Dans sa partie orientale, l’ensemble yoruba était divisé en plusieurs royaumes « frères », dont ceux d’Ife et du Benin. Les Yorubas de l’Est s'étaient développés dans les forêts humides grâce au commerce classique, tandis que ceux de l’Ouest s'étaient étendus dans les savanes du Nord et vers le littoral, autour du commerce d’esclaves.
Vers 1820, l’abolition de la traite fit perdre l’essentiel de ses revenus au royaume d’Oyo. Celui-ci fut alors en prise à des intrigues politiques et à des rivalités avec les États environnants, induites par l'enjeu des marchés d'esclaves entretenus par la traite, et se disloqua après une série de défaites militaires. Les différentes provinces du royaume prirent donc leur indépendance tour à tour. Indépendantes, toutes les provinces que dirigeait l'Oba se faisaient la guerre incessamment. Les Peuls et les Haoussas, venus du nord du pays, profitèrent de cette situation chaotique pour lancer des djihads contre les Yorubas, afin de leur imposer leur domination et pour les convertir à l'islam,. À l'ouest, le Dahomey attaqua en 1823 des villages placés sous la protection du royaume d'Oyo. Les Peuls réussirent à s'emparer de bon nombre de provinces, ainsi que de la capitale Oyo, vers 1835. L’islamisation de la région de l’actuel Nigeria fut ainsi une conséquence indirecte du mouvement philanthropique abolitionniste protestant. À la fin du XIXe siècle, les colons britanniques repoussèrent les attaques du Dahomey sur Oyo, ainsi que celles des Peuls, et imposèrent leur domination sur les pays Yorubas en 1897. Le dernier alaafin d'Oyo fut Abiodun (en),.